# Desiigner
Sidney Royel Selby III, dit Desiigner, est un rappeur et chanteur américain, né le 3 mai 1997 à Brooklyn.
Originaire du quartier de Bedford-Stuyvesant, il se fait mondialement connaître en 2016 avec le titre Panda se classant à la 1re place au Billboard Hot 100. En février 2016, Desiigner signe sur le label GOOD Music de Kanye West.

## Biographie
À 14 ans, il est blessé par balle. Après cet incident, il décide de poursuivre son rêve de devenir rappeur. En 2014, il fait ses premiers pas dans la musique sous le nom de Dezolo. Il change finalement de pseudo pour celui de Designer Royel, mais sa sœur lui conseille de retirer son prénom « Royel » pour ne garder que Designer – dont il change l’orthographe en Desiigner. En décembre 2015, il publie sa première chanson nommée Zombie Walk, qui se fait vite remarquer. Il dévoile, quelque temps plus tard, le titre qui fera décoller sa carrière : Panda. 
Remarqué par Kanye West, il signe avec le label de celui-ci GOOD Music. Il est ensuite invité au très populaire festival South by Southwest. Fort de son succès, il annonce la sortie de son premier projet, pour l’été 2016, qu'il nomme initialement Trap History Month, avant de le renommer officiellement "New English". La mixtape sort le 26 juin 2016 et se classe à la 22e place au Billboard 200. Le 24 novembre 2017, le remixe de MIC Drop, en collaboration avec Steve Aoki et le groupe coréen BTS sort et se place directement en tête des classements iTunes dans plusieurs pays dont les États-Unis.
En 2019, Desiigner peine à retrouver le succès acquis dans les années précédentes avec "Panda" et son projet "L.O.D" sorti en 2018 déçoit lors des premières ventes et est considéré comme un flop. Alors Signé chez GOOD MUSIC, Desiigner se sent délaissé et pense que le label ne lui prête pas assez d'attention. Désireux d'en finir, ils publient un certain nombre de diss-songs et de tweets concernant son label. Après plusieurs mois, il est libéré de son contrat en Novembre 2019, et décide de se consacrer à son propre label "L.O.D" se disant lui-même « Pouvoir faire sortir ses sons comme il le veut ». En 2020, Il sort le Single "Survivor" accompagné d'un clip pendant la période du coronavirus, il publie aussi un EP qui s'intitule "Diamonds Forever". Dans les mois qui suivent, il publie les singles "Amen" et "I Get That" tous deux accompagnés d'un clip sur YouTube passant la barre du million de vues.
Très touché par le décès tragique de Takeoff, il décide de mettre définitivement un terme a sa carrière le 1 novembre 2022 sur son compte Instagram.

## Affaires judiciaires
En avril 2023, Desiigner a été accusé d'attentat à la pudeur après avoir prétendument été surpris sur un vol de Delta Air Lines en train de se masturber devant des agents de bord alors qu'il voyageait de Tokyo à Minneapolis, Minnesota. Il a ensuite publié des excuses sur les réseaux sociaux pour l'incident et a affirmé qu'il se rendrait dans un établissement de traitement de santé mentale.

## Discographie

### EP
- 2018 : L.O.D (en)

### Mixtape
- 2016 : New English

### Singles
- 2014 : Shooters
- 2014 : Caliber
- 2015 : Zombie Walk
- 2015 : Panda
- 2016 : Tiimmy Turner
- 2017 : Outlet
- 2017 : Holy Ghost
- 2017 : Up
- 2017 : Thank God I Got It (featuring Mitus)
- 2017: Malibu
- 2017 : Liife
- 2020 : Survivor
- 2020 : Hate me now
- 2020 : Molly
- 2021 : Amen
- 2020 : GLE
- 2020 : I Get That